# 薩蘇拉皮辰峰
46°42′15″N 9°59′52″E / 46.70417°N 9.99778°E

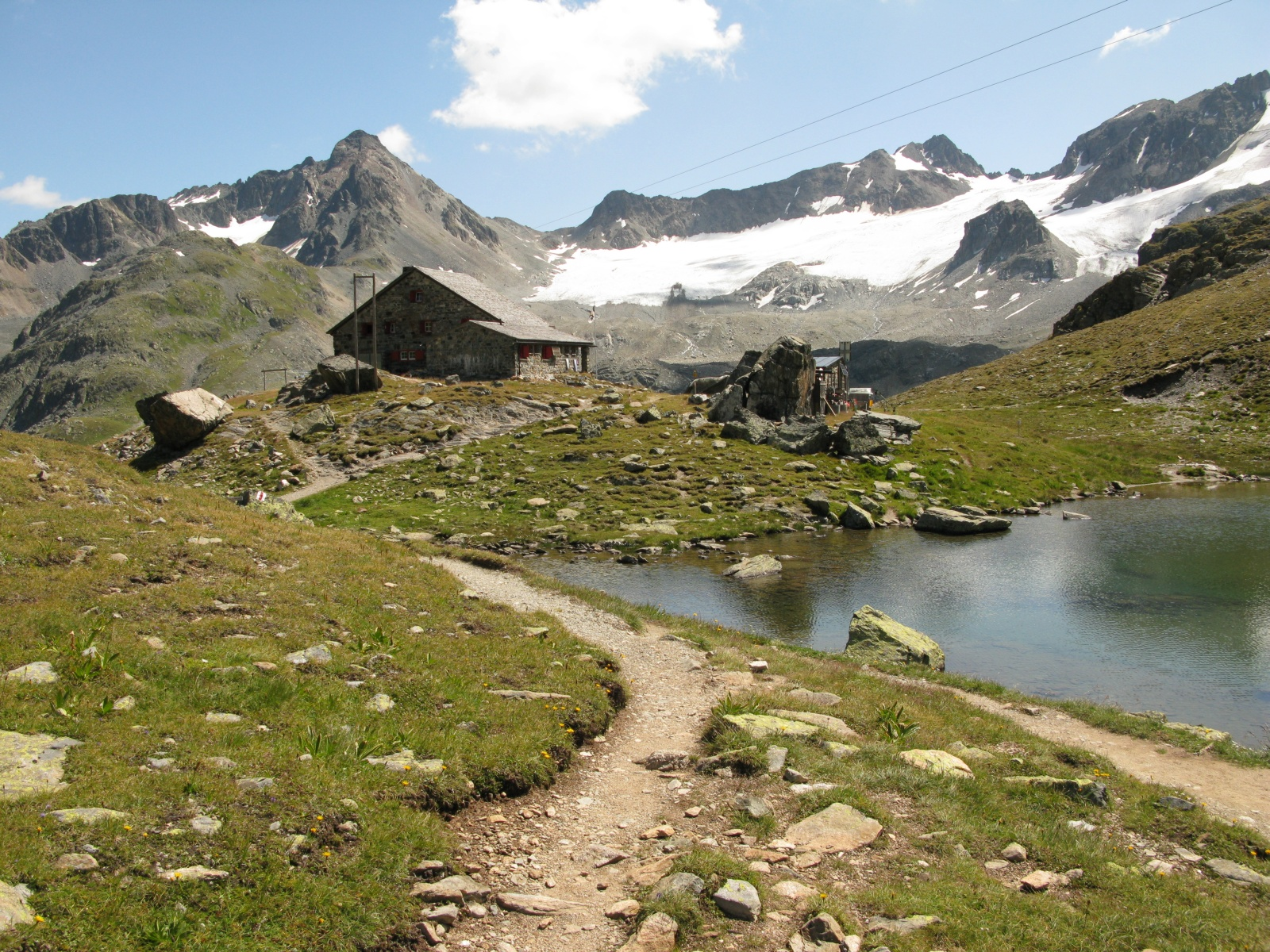

薩蘇拉皮辰峰（Piz Sarsura Pitschen），是瑞士的山峰，位於該國東南部，由格勞賓登州負責管轄，屬於阿爾布拉山脈的一部分，海拔高度3,134米，每年平均降雨量1,367毫米。